# Neoperezjimenismo
El neoperezjimenismo es una ideología venezolana posterior a la presidencia del General de División Marcos Pérez Jiménez que incluye elementos que continúan apoyando y difundiendo los ideales del Perezjimenismo.

## Orígenes
El término neoperezjimenismo fue gestada durante los años 60, luego del derrocamiento de Pérez Jiménez el 23 de enero de 1958. Suele aplicarse a grupos trabajadores y/o estudiantiles que simpatizan con el tercerposicionismo y que expresan una admiración específica por el General Marcos Pérez Jiménez y el Perezjimenismo.

## Caracteristicas
El neoperezjimenismo  usualmente incluye el nacionalismo, el patriotismo, los ideales progresistas del perezjimenismo desde los objetivos del Nuevo Ideal Nacional y se incluyen el anti panlatinismo, anti socialismo y aboga por la educación obligatoria en materia de posición geográfica, recursos naturales y en engrandecimiento de la nación recuperando las tradiciones verdaderas del pueblo venezolano en sus Raíces Hispanas y Americanas.
El neoperezjimenismo tiene como bases, finalidad y los objetivos para lograr la prosperidad de la nación venezolana tal cual como era en los tiempos de la década de 1950, años en los que gobernó Pérez Jiménez:
- Bases: Tradición, recursos naturales y situación geográfica.
- Finalidad: Hacer la Patria cada día más próspera, digna y fuerte.
- Objetivos: Transformación progresiva del medio físico y mejoramiento integral (material, moral e intelectual) de los habitantes del país.[2]

## Organizaciones neoperezjimenistas
Organizaciones extintas: Cruzada Cívica Nacionalista (partido político).
Organizaciones vigentes: Movimiento ORDEN (organización política sin estatus de partido político), Venezuela Inmortal (página web y ONG), Alianza Nacional Patriótica (ANP) (organización política sin estatus de partido político).